# Fredrik av Baden-Durlach

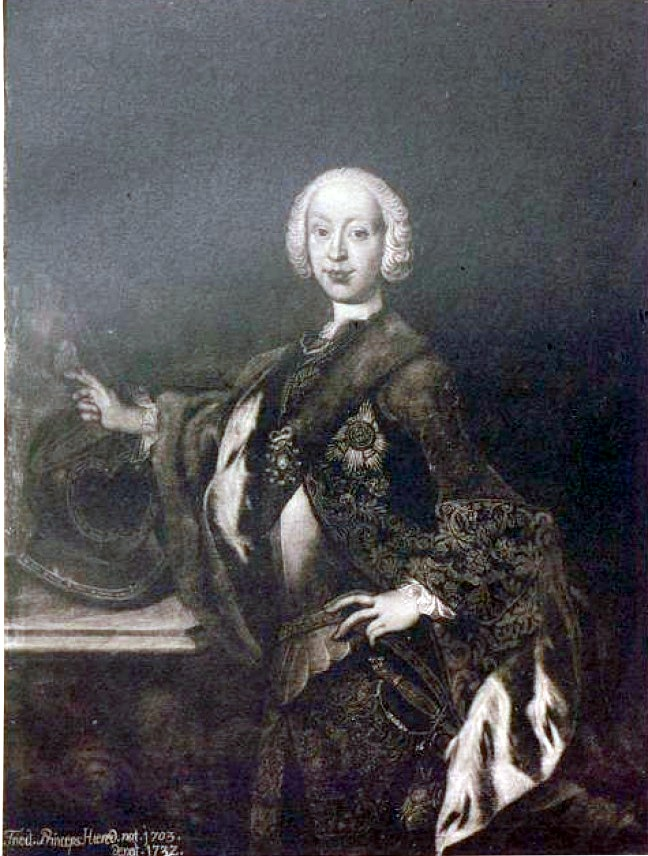
Fredrik av Baden-Durlach.

Fredrik, arvmarkgreve av Baden-Durlach, född 7 oktober 1703 och död 26 mars 1732, son till Karl III Wilhelm av Baden-Durlach och Magdalena Wilhelmina av Württemberg. Gift med Amalia av Nassau-Dietz.
Barn:
1. Karl Fredrik av Baden (⇒ Bl.a. huset Bernadotte av Sverige, via Victoria av Baden gift med Gustaf V)